# Moncalián
Moncalián es una localidad española del municipio de Bárcena de Cicero, en la comunidad autónoma de Cantabria. En el año 2020 contaba con una población de 58 habitantes (INE).

## Geografía
Esta localidad está situada a 183 m de altitud sobre el nivel del mar, y a 4,5 km de la capital municipal, Gama. Se accede principalmente desde la población de Ambrosero.
La localidad está formada por los barrios de La Fuente, Vía, La Iglesia, Casuso, El Pico y La Tejera. Destaca del lugar la iglesia parroquial de San Esteban.

## Historia
A mediados del siglo XIX, el lugar tenía contabilizada una población de 229 habitantes. Aparece descrito en el decimoprimer volumen del Diccionario geográfico-estadístico-histórico de España y sus posesiones de Ultramar de Pascual Madoz de la siguiente manera:

MONCALIAN: l. en la prov. y dióc. de Santander (3 1/2 leg.), part. jud. de Entrambas-aguas (2), aud. terr. y c. g. de Burgos (26), ayunt. de Barcena de Cicero. sit. en terreno escabroso, con libre ventilacion y clima sano. Tiene 6 casas de dos pisos y 27 de uno; escuela de primeras letras; igl. parr. (San Pantaleon) servida por un cura que nombra el ob.; y buenas aguas potables. Confina N. Ambrosero; E. y S. Barcena de Cicero; y O. Solorzano, á 1 leg. el mas distante. El terreno es montuoso en estremo. Los caminos son locales. prod.: maíz, habichuelas y otras legumbres, frutas, pastos, patatas y hortaliza; cria ganado vacuno, lanar, cabrío, caballar y de cerda; caza mayor y menor. pobl.: 31 vec., 229 alm. contr.: con el ayunt. Este pueblo que por el mucho arbolado de que se hallan cubiertos sus montes podría ser de los mas ricos del pais, es de los mas miserables por la incuria de sus vec, que en vez de fomentar aquel, lo destruyen incesantemente.
(Madoz, 1848, p. 483)

En el año 2020 contaba con una población de 58 habitantes, de los cuales 36 son hombres y 22 mujeres (INE).